# Senoculus albidus
Senoculus albidus is een spinnensoort uit de familie Senoculidae. De soort komt voor in Brazilië.